# Москверито рудохвостий
Москверито рудохвостий (Terenotriccus erythrurus) — вид горобцеподібних птахів родини бекардових (Tityridae).

## Поширення
Вид поширений в Центральній та Південній Америці. Населяє нижні або середні яруси вологих лісів і вторинних лісів.

## Опис
Дрібний птах, завдовжки 9-10 см і вагою 7 грам. Голова, спина і плечі сірувато-оливкові з вохристим відтінком на лобі. Очне кільце, круп, хвіст і криючі крил рудуваті. Горло світле. Груди вохристі; живіт блідіший і рудуватий. Верхня щелепа чорна, а нижня блідо-коричнева або світло-помаранчеві. Ноги жовтуваті.

## Спосіб життя
Комахоїдний вид. Гніздо будує самиця. Воно закрите, грушоподібної форми із рослинних волокон і листя з боковим входом з козирком, підвішене до гілки, на висоті від 1,5 до 6,2 м над висотою. Самиця відкладає 2 білих яйця з коричневими цятками. Інкубація триває 15-16 днів. Самець не відіграє ніякої ролі в догляді за яйцями або пташенятами.

## Підвиди
Таксон містить 8 підвидів:
- Terenotriccus erythrurus fulvigularis (Salvin & Godman, 1889) — південь Мексики, Центральна Америка, північ та захід Колумбії, північний захід Еквадору та локально на півночі Венесуели.
- Terenotriccus erythrurus venezuelensis J.T. Zimmer, 1939 — південно-східна Венесуела, схід Колумбії, крайній північний захід Бразилії.
- Terenotriccus erythrurus erythrurus (Cabanis, 1847) — схід Венесуели, Гвіана та північний схід Бразилії.
- Terenotriccus erythrurus signatus J.T. Zimmer, 1939 — Східна Колумбія, південь та схід Еквадору, схід Перу та локально на північному заході Бразилії.
- Terenotriccus erythrurus brunneifrons Hellmayr, 1927 — схід Перу, прилеглі райони Бразилії та Болівії.
- Terenotriccus erythrurus purusianus (Parkes & Panza, 1993) — захід Бразилії.
- Terenotriccus erythrurus amazonus J.T. Zimmer, 1939 — центральна Бразилія на південь від Амазонки.
- Terenotriccus erythrurus hellmayri (Snethlage, 1907) — північний схід Бразилії.